# 시모바시라

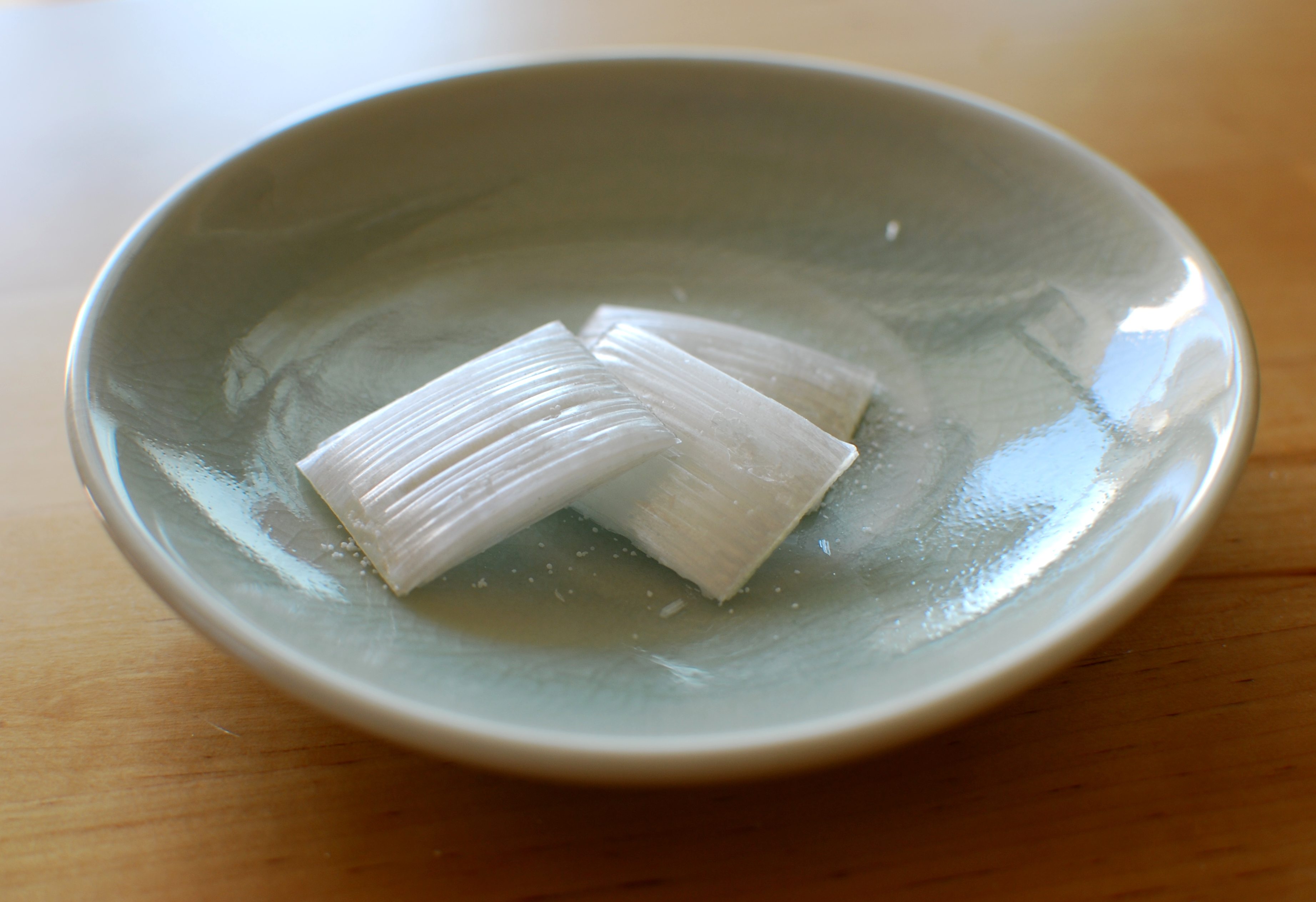
포장용기에서 시모바시라를 꺼낸 모습.

시모바시라(霜ばしら)란, 미야기현 센다이시에서 10월~4월의 기간한정 판매되는 미야게가시이며, 아메의 일종이다. 섬세하고 깨지기 쉽기 때문에, 쌀로 만든 라쿠간 전분을 가득 채운 포장용기(化粧缶)에 넣어 판매한다.
입 안에 넣으면 소리없이 사라지는 식감이 인기이며, 기간한정상품이기 때문에 역과 공항 등에서는 그렇게 잘 팔리지 않는 것이, 임원직이나 단골 거래처의 센다이 선물품으로 이용되는 경우가, 종종 있다.

## 외부 링크

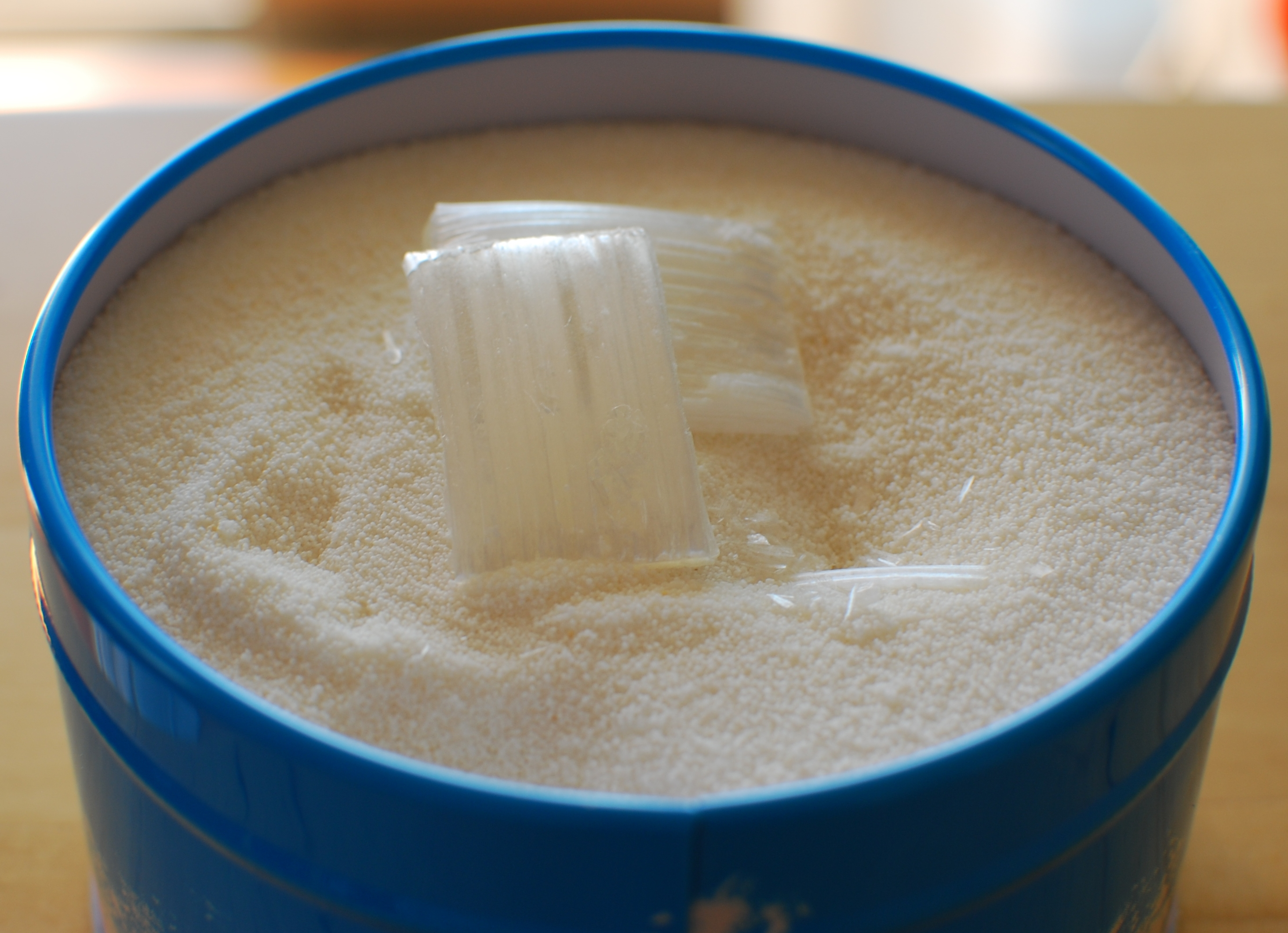
라쿠간 전분 안에 담긴 형태.